# High Com
High Com (auch HIGH COM geschrieben mit halbem Leerschritt) ist ein analoges Rauschunterdrückungssystem, welches das Unternehmen Telefunken in den 1970er Jahren entwickelte und eine erheblich bessere Rauschunterdrückung als das damals verbreitete Dolby-B-Verfahren erzielte.
Das System wurde zuerst von Telefunken als externe Lösung (Telcom C4) für den professionellen Anwendungsbereich (u. a. Rundfunk) entwickelt und angeboten. Später in einer vereinfachten Version als „Consumer Version“ unter dem Namen High Com angeboten.
Ab 1978 war es als High Com auch in Kassettendecks, auch höherwertigen, erhältlich (erst von Telefunken, dann auch von anderen Herstellern). Später wurden auch von Telefunken oder Nakamichi externe Kompandergeräte schaltbar zwischen Kassettendeck und Verstärker angeboten. Diese konnten mit beliebigen Kassettendecks verwendet werden.

## Wirkungsweise
Die bessere Rauschunterdrückung im Vergleich zu Dolby B beruhte auf der Auslegung als Breitbandkompander, also der Einbeziehung des gesamten hörbaren Frequenzbereichs statt nur der hohen Frequenzen.
High Com basiert auf den Erfahrungen, die Telefunken mit dem für die professionellen Aufnahmetechnik entwickelten telcom c4 gemacht hat. Dabei handelte es sich um einen Mehrband-Kompander, bei dem über eine 4-bandige Frequenzweiche jeweils ein Kompressor/Expander für einen Frequenzbereich zuständig war. Bei High Com wird der hörbare Frequenzbereich in zwei Frequenzbänder aufgeteilt. Damit konnte der technische Aufwand reduziert, die Entwicklung und Nutzung integrierter Schaltungen (ICs) realisiert und somit auch die Herstellungskosten gesenkt werden.

## Vorteile
Tatsächlich waren High-Com-Aufnahmen in leisen Passagen hörbar rauschärmer als herkömmliche Aufnahmen. Gegenüber dem damals konkurrierenden Dolby-B-Verfahren wurden außerdem häufig folgende Vorteile aufgeführt:
- wesentlich bessere Rauschunterdrückung (max. 20 dB verglichen mit max. 9 dB bei Dolby B).
- gute Wirkung auch bei tieffrequenten Störsignalen
- Austauschbarkeit, d. h. die Aufnahme auf Gerät A und die Wiedergabe auf Gerät B bereitet keine Probleme
- weniger Höhendämpfung bei Azimut-Problemen (typisch bei Dolby B)
- keine Präsenzdämpfung bei Azimut-Problemen und Höhenübersteuerung (typisch bei Dolby B)
- Einsatz auch möglich, wenn die Aufnahme gänzlich ohne Rauschunterdrückungssystem durchgeführt wurde und das Abspielgerät das manuelle Einschalten von High Com ermöglicht bzw. mit einem externen High-Com-Gerät (z. B. Telefunken CN750)

## Nachteile
Laut einigen Anwenderberichten war bei kritischen Musikstücken (Klaviermusik, Soloinstrumente ohne Begleitung) ein starkes „Rauschpumpen“ zu hören, da mit der Dynamik-Expansion bei der Wiedergabe auch das Rauschen des Kassettenbandes wechselnd laut hörbar wird, weil es in den genannten Fällen nicht von dem Nutzsignal verdeckt wird. Diese Effekte wurden von manchen Menschen als besonders störend empfunden. Andererseits konnte das Rauschpumpen aber nicht von jedem Anwender bestätigt werden, im Gegenteil: Laut einigen Berichten tritt „Pumpen“ nur bei älteren High-Com-Versionen oder bei einer Fehlkalibrierung auf.
Diese Effekte traten teilweise noch stärker bei ebenfalls kompanderbasierenden Systemen der konkurrierenden Rauschunterdrückungssysteme dbx und adres (Toshiba) in Erscheinung. Die Dolby-B-Rauschunterdrückung hat im Vergleich Vorteile beim Hintergrundrauschen (Pumpen, Fahnen) durch die Sliding-band-Funktion. Plötzlich einsetzende, laute Soloinstrumente (insbesondere Bässe) klingen mit High Com mitunter deutlich abgeschwächt.

## Verbesserungen am High-Com-System
Im Laufe der Jahre gab es mehrmals Verbesserungen an Telefunkens High-Com-Chip. So konnten die ersten Systeme lediglich mit High Com aufnehmen und wiedergeben, nicht jedoch mit Dolby B. Damit waren mit Dolby B bespielte Kassetten nur bedingt verwendbar. Die zweite High-Com-Generation hatte ein integriertes Verfahren namens DNR (Dynamic Noise Reduction), mit dem man auch Dolby-B-codierte Kassetten adäquat abspielen konnte (es gab einen zu Dolby B kompatiblen Expander). Die dritte High-Com-Generation, eingesetzt bei Akai, aber auch im Telefunken RC200 und RC300 zu finden, konnte sogar mit DNR aufzeichnen. Damit war eine Art Dolby B integriert, das sogar ohne Höhenverlust und besser als fast alle Dolby-B-Systeme funktionierte.
Um 1979 erschienen von Telefunken Publikationen zu Weiterentwicklungen des Systems als 2-Band- und 3-Band-Kompander nach dem Kettenverstärkerprinzip unter den Namen High Com II und High Com III. Der Kassettendeck-Hersteller Nakamichi war überzeugt von High Com und an der Weiterentwicklung beteiligt.
Das High-Com-II-System wurde ab 1979/1980 vom Unternehmen Nakamichi unter dem Namen Nakamichi High Com II Noise Reduction System in Form externer Kompandereinheiten auf den Markt gebracht. In dieser Form erzielte das an beliebige Stereo-Bandmaschinen und -Kassettenrekorder anschließbare System etwa 25 dB Dynamikgewinn. Dabei wurden für jeden der beiden Stereokanäle zwei High-Com-Bausteine des Typs TFK U401B eingesetzt, die durch eine Frequenzweiche auf die zwei  Frequenzbänder wirkten, was zu deutlich verringertem Rauschatmen und geringeren Artefakten führte. Gleichzeitig war das Verfahren kaum anfällig für Störungen durch Drop-out-Fehler oder stärkere Hochtondämpfung durch Azimutfehler. Mittels eingebautem Prüftongenerator, Pegelreglern und Aussteuerungsanzeigen ließ sich das System optimal an die jeweiligen Aufnahme- und Wiedergabegeräte und das verwendete Bandmaterial anpassen, ähnlich der Play-Trim-Regelung späterer Dolby-Geräte (siehe Abschnitt Historische Entwicklung). Nachteilig an der aufwendigen Realisierung war, dass man für Hinterbandkontrolle gleich zwei solche Geräte benötigte, so dass sich das System wegen der hohen Kosten nicht sehr weit verbreiten konnte.
Auch Telefunken hat im Laufe der Jahre mehrere Verbesserungen an der externen Beschaltung durchgeführt, zunächst durch Verwendung anderer Zeitglieder für eine längere Abklingzeitkonstante, um damit die Verzerrungen im Bassbereich zu verbessern, später dann durch eine zusätzliche Beschaltung mit einigen Transistoren und passiven Bauteilen. Die Funkschau 26/1982 schreibt dazu: „Die Systemmodifikation setzt in diesem Fall nicht bei der Dimensionierung der Zeitwerte ein, sondern es wird der zeitliche Übergang der abklingenden Regelspannung optimiert. In der bisherigen Systemauslegung wurde beim Erkennen des schnellen Pegelabfalls (nach Ablauf der Haltezeit) abrupt von der langen Abklingzeitkonstante auf den kurzen Wert umgeschaltet. Dies hatte zur Folge, daß bereits wenige Millisekunden nach diesem Vorgang relativ große Verstärkungsänderungen auftraten. Daraus ergab sich im Falle von ‚Drop-outs‘ oder stärkerem ‚Mistracking‘ die Gefahr hörbarer Dynamikfehler (teilweise auch als ‚Pumpen‘ bezeichnet). Die Systemmodifikation ergibt für den genannten Wechsel von langer zu kurzer Zeitkonstante einen weichen Übergang. Diese Änderung wird auch als Verrundung oder ‚soft-switching‘ bezeichnet und bewirkt eine wesentliche Beruhigung des dynamischen Systemverhaltens, so daß selbst unter kritischen Signal- und Toleranzbedingungen eine in der Praxis vollständige Maskierung der zuvor geschilderten Gegebenheiten eintritt.“

## Historische Entwicklung
In den ersten Jahren gab es eine regelrechte High-Com-Euphorie, versprach das neue System doch erstmals praktisch rauschfreie Tonaufnahmen auf der damals verbreiteten und eben ziemlich bandrauschenden Compact Cassette. Die bekannte WDR-Fernsehsendung Hobbythek brachte in den frühen 1980er Jahren sogar einen „HobbyCom“-Bausatz heraus, ein mit Original-Telefunken-Platinen ausgerüstetes kleines Do-it-yourself-Gerät zum Dazwischenschalten, mit dem herkömmliche Kassettenrekorder in den Genuss der High-Com-Rauschunterdrückung kamen.
Zwischenzeitlich war auch die Einführung einer speziellen Variante von Telefunkens „High Com FM“ (mit verminderter Kompression) für den deutschen UKW-Rundfunk geplant, bei dem das Signal senderseitig komprimiert und empfängerseitig expandiert werden sollte. Der Empfänger hätte komprimierte Sendungen an einer auf den Stereo-Pilotton aufmodulierten Kennung (ähnlich wie Verkehrsfunk) erkannt und den Expander bei Bedarf zuschalten können. Durch die spezielle Anpassung wäre ein Abhören auch ohne Expandierung bei guter Qualität möglich gewesen. Dieses System wurde aber nur testweise während der Messe hifivideo 1982 eingeführt.
Auch wenn zwischenzeitlich viele Hersteller Kassettengeräte mit High Com auf den Markt brachten, konnte es sich letztlich nicht durchsetzen.
Mögliche Gründe dafür:
- Die bereits starke Verbreitung von Dolby B auch in Autoradios und Kassettenrecordern. Auch wurden viele bespielte Musikkassetten mit Dolby B aufgenommen.
- High-Com-Aufnahmen benötigen zwingend ein High-Com-kompatibles Kassettengerät zum Abspielen. Eine Wiedergabe ohne klingt unzumutbar schlecht. Anders beim konkurrierenden Dolby B: Eine Wiedergabe ohne Dolby-B-Entzerrung verzichtet zwar auf die Rauschminderung, klingt aber akzeptabel und lediglich ein wenig höhenbetont – was billigen Abspielgeräten sogar entgegenkam.
- Die ersten High-Com-Kassettengeräte hatten kein Dolby B, so dass entsprechende Aufnahmen auf diesen Geräten nicht adäquat abgespielt werden konnten. Dieser Nachteil wurde aber mit DNR bald behoben.
- Vermutlich der wichtigste Grund für das Scheitern von High Com war die Einführung von Dolby C im Jahre 1980. Dolby C bietet gegenüber Dolby B eine deutlich verbesserte Rauschunterdrückung (ca. 16 dB), wobei die unerwünschten Nebeneffekte („Rauschpumpen“, Dynamikverzerrungen) deutlich kleiner als bei High Com waren. In einigen Fällen bewirkte das neuere Dolby C zwar immer noch – wie sein Vorgänger – Höhenverzerrungen, d. h. Aufnahmen mit High Com klangen dadurch mitunter besser als solche mit Dolby C.
- Möglicherweise waren aber die Lizenzbedingungen und -kosten von Telefunken zu restriktiv oder der Werbe-Etat war zu gering, um sich gegen die weltweit agierenden Dolby-Laboratorien wirtschaftlich durchzusetzen. Dolby C setzte zudem den Schlusspunkt unter eine Art Kompanderkrieg. Neben Telefunkens High Com buhlten Sanyos SuperD, Toshibas Adres und dbx um die Käufergunst, welches sich aber schlussendlich keines wirklich gegen Dolby durchsetzen konnte. Dolby-Gründer Ray Dolby, der zunächst gar keine Notwendigkeit sah, ein besseres System als sein Dolby B zu entwickeln, ließ sich von den – meist japanischen – Herstellern von Cassettenrecordern aber überzeugen, dass die Zeit reif für eine bessere Rauschunterdrückung sei. Bei der Entwicklung von Dolby C konnte er die Schwächen der Kompander-Konkurrenz studieren und in seinem System vermeiden.
- Alle Rekorder mit Dolby C hatten außerdem auch Dolby B. Vorhandene Aufnahmen konnten also problemlos weitergehört werden. Das funktionierte mit dem o. g. DNR zwar auch, aber die unterschiedliche Bezeichnung war bei der Verbreitung sicherlich nicht hilfreich und für den Normalverbraucher zum Teil wohl eher verwirrend.

Schließlich gibt es aus heutiger Sicht noch einen weiteren Nachteil von High Com: Bei älteren High-Com-Aufnahmen, deren Magnetisierung durch die Lagerung gelitten hat, werden die daraus resultierenden Fehler durch die starke Entzerrung verstärkt. Somit sind alte High-Com-Aufnahmen nach langer Lagerung oft nicht mehr adäquat abspielbar. Bei Dolby B und C gibt es dieses Problem zwar auch, aber die von NAD und Dolby entwickelte Play-Trim-Regelung, mit deren Hilfe ein bandseitig fehlerhafter Hochtonfrequenzgang vor der Dynamikexpansion korrigiert werden kann, half diesen Effekt bei der Wiedergabe zu kompensieren. Auch bei Nakamichis externem High Com II kann der Kompander nachträglich vom Benutzer eingepegelt (angepasst) werden. Dabei ist ein vom Kompander am Anfang des Bands aufgenommener Kalibrierton für die nachträgliche Justage der Wiedergabekette sehr nützlich. Aber die Handhabung solcher externer Komponenten und Anwendung war eher etwas für eine technisch interessierte Käufergruppe und für den Normalverbraucher sicherlich zu kompliziert in der Anwendung.
Die letzten High-Com-Kassettenrekorder wurden etwa Ende 1986 verkauft.

## Kassettengeräte mit HighCom
- Akai GX-F37
- ASC AS-3000
- Audion D 700
- Blaupunkt XC-240, XC-1400
- ELIN TC-97 „Professional Micro Component Cassette Deck“
- Eumig FL-1000 µP (FL-1000 HC)
- FILTRONIC FSK 200
- Grundig MCF 200, MCF 600, CF 5100, SCF 6200
- hgs ELECTRONIC  Mini Altus
- Hitachi D-E75
- Imperial TD 6100
- Intel TC-97 „Professional Micro Component Cassette Deck“
- Körting C 102, C 220
- Kücke C 72
- Nikko ND-500H
- nippon TD-3003
- Palladium Micro Line 2000C (Neckermann)
- Saba CD 278, CD 362
- Schneider SL 7270 C
- Sencor SD-6650
- Siemens RC 333, RC 300
- Studer A710 (optional anstelle von Dolby C)
- Telefunken, diverse Geräte[3]
- Tensai TFL-812
- Uher CG 321, CG 325, CG 344, CG 356, CG 365, mini-hit
- Universum CT 2307A, CT 2318 (SYSTEM HIFI 7500 SL), CT 2337
- Wangine K-3M, WSK-220, WSK-120

## Fundstellen
- Ernst F. Schröder: Die Geschichte von HIGH COM. Ein Entwickler bei Telefunken erzählt
- The HIGH COM broadband compander utilizing the integrated circuit U 401 BR. AEG-Telefunken Semiconductor Information 2.80 (PDF; 4,4 MB)